# Fatima (ime)
Fatima je žensko osebno ime.

## Izvor imena
Ime Fatima je muslimansko ime, ki ozhaja iz turškega imena Fatîme, le to pa iz arabskega Fãtimä z dobesednim pomenom besede »odbita od seska (dojenja)«.

## Izpeljanke imena
Fata, Fate, Fatime, Fatma

## Pogostost imena
Po podatkih Statističnega urada Republike Slovenije je bilo na dan 31. decembra 2007 v Sloveniji 444 oseb z imenom Fatima.  Ostale oblike imena, ki so bile na ta dan tudi v uporabi: Fata(103), Fate(34), Fatime(124), Fatma(56).

## Zanimivost
Fatima je bilo ime hčerki Mohameda, začetniku islama. Njena mati pa se je imenvala Hatidža, kar v arabščini pomeni »ženski nedonošenček; prezgodaj rojena deklica«. Domnevati je mogoče, da mati Hatižda in hči Fatima nista bili slučajno tako poimenovani.

## Znane osebe
- Fatima Yusuf, atletinja, nosilka srebrne olimpijske medalje iz Atlante 1996 v štafeti 4x400m
- Fatima-Zohra Imalhayene, alžirski pesnik